# 張勇 (明末清初)
張勇（1616年—1684年），字非熊，西安府咸宁县（今陕西省西安市长安区）王曲镇贾里村人，一说为陕西洋县城关人。明末清初年军事将领，為清初「河西四將」之首。原為明朝副將，降清後屢立戰功，先破南明、後平三藩。官至靖逆將軍，兼管甘肅提督事，加少師兼太子太師銜，封一等靖逆侯，過世時謚襄壯。雍正十年，入祀賢良祠。乾隆三十二年，因其三藩大功，乾隆帝予以張勇子孫，世襲罔替一等靖逆侯爵位。后代入隶正黄旗汉军。
《清史稿》稱張勇為：「勇身經數百戰，克府五、州縣五十，右足中流矢，傷骨，不能履，常以肩輿督戰。臨敵若無事，而智計橫出，每以寡勝眾。居恆恂恂退讓，賓禮賢士。用人盡其材，其所甄拔，往往起卒伍為大將，良棟、進寶尤其著者也。」

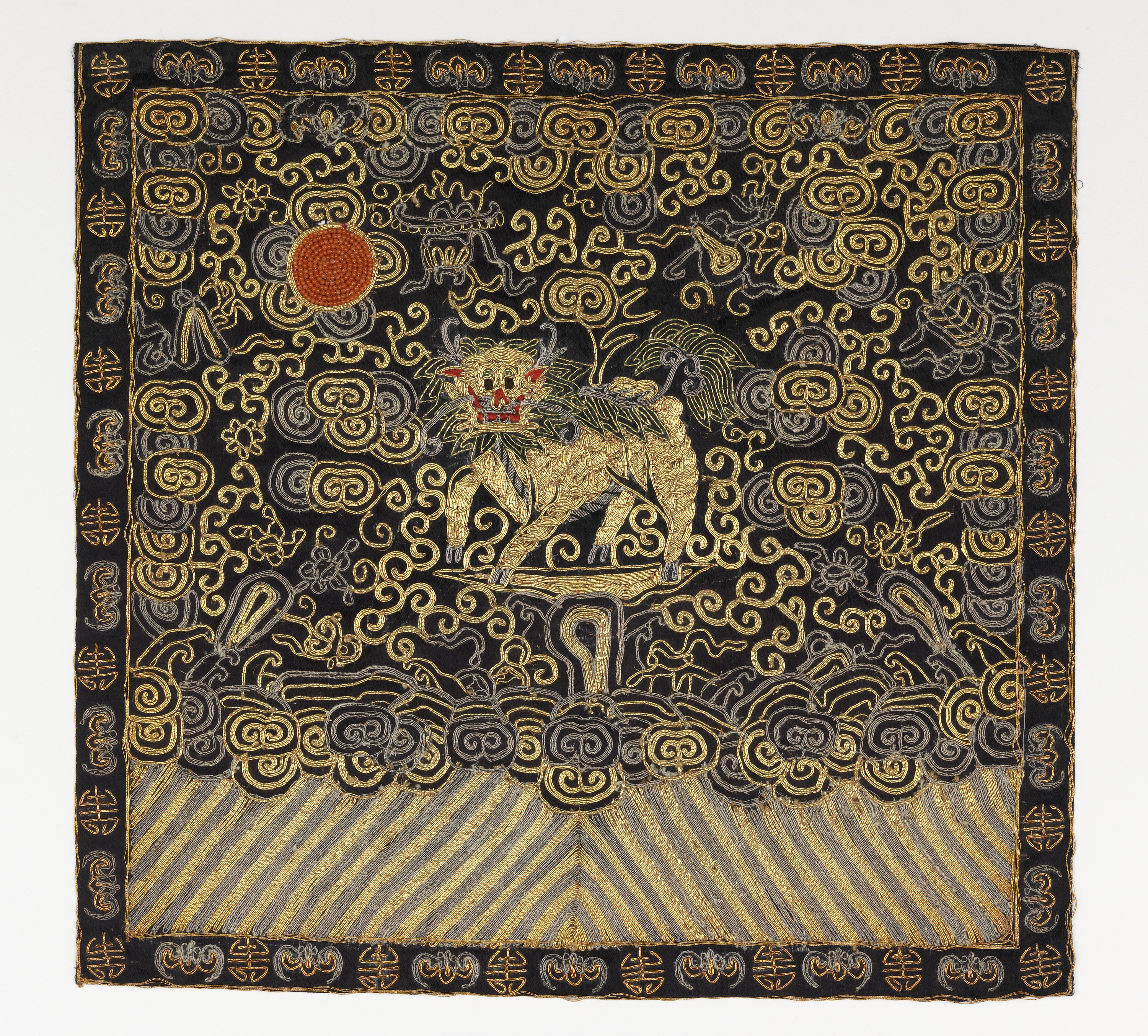
清朝一品武官 麒麟補服

## 生平

### 九江降清
張勇在明朝官至副將。

#### 順治元年（1644年）
即明朝崇禎十七年。十月十九日（11月17日），清朝和碩英親王阿濟格，被命令為靖遠大將軍，率領明朝降將，如平西王吳三桂、智順王尚可喜等即滿、蒙、漢軍3萬餘，自山西進入陕西，追擊大順皇帝李自成及其部。

#### 順治二年（1645年）
即南明弘光元年。二月十七日（3月14日），英親王阿濟格上奏道，清軍追擊大順軍隊，八戰八捷。秦屬州縣（即陝西省境內），攻下了四座城池，而前來投降者亦有多達三十八城。並且沿途斬獲白金千兩。馬三千二百九十匹。駝四百六十隻有奇等。
而後的同年閏六月四日（7月26日），阿濟格上奏道，李自成集結大順軍荊州府馬步軍十三萬餘，以及合併原本駐守在湖廣的襄陽、承天、荊州、德安四府所屬各州縣原設守禦大順軍七萬餘，合計總兵力達二十餘萬。並且宣稱要延著長江順流而下，水路進發直取南京城。於是阿濟格便率軍同樣水路追擊順軍，兩軍一路在鄧州（南陽府）、承天府、德安府、武昌府、富池口、桑家口（九江和宿松交界）、九江府等七處爆發了多場衝突。清軍在阿濟格的率領下大破順軍八次，甚至攻破順軍老營，迫使李自成退入九宮山，後死於此處。
而張勇便在此時從淮安府率眾前往九江，向清朝英親王阿濟格投降，並且在之後招降總兵以下七百餘人，而後被授為從三品游擊（秦督右標遊擊）的職位，隸屬陝西總督孟喬芳的麾下。此時李自成的部將賀珍、賀弘器、李明義等，分別佔據了漢中府、興安府、固原諸地，隨時準備要進軍當時由清廷所控制的西安府，張勇便隨同副將任珍、鳳翔中協副將馬寧等，屢次擊敗來犯的順軍。

### 寧夏平叛

#### 順治四年（1647年）
即南明永曆元年。在前一年四月殺害寧夏巡撫焦安民後，接受安撫而接任署花馬池副將的馬德，在這一年的春天，見寧夏總兵劉芳名偕河東道道台馬之先出師惠安，馬德乘機糾黨劫軍資，逃跑入山。隨後聯合賀弘器等自紅古城（今甘肅紅古鎮）出口，安定，螺山寇王一林殺害參將張純歸附，橫行寧固、平慶間。身為游擊的張勇便跟從寧夏總兵劉芳名率師赴援，七月，劉芳名督所部兵進至亂麻川（今寧夏海原縣西格拉灘），挫賊鋒，俘馘無算。復進至預望城（今寧夏同心縣城東南45公里處），再破賊，斬王一林，馬德以四騎走。次日，追及之河兒坪，其部將馬寧，在陣前縛住馬德，隨後將其寸磔之，餘黨盡殲。而後張勇率軍進發固原，而後連拔敵寨，賀宏器、李明義皆就擒伏誅。

### 甘肅平叛

#### 順治五年（1648年）
三月（3月下旬-4月下旬），米喇印、丁國棟兩位駐守於甘州的回族將領因對於清朝的一系列「重滿輕漢」以及歧視回民的政策不滿，進而在甘州府北城樓設宴，欲勸甘肅巡撫張文衡等人一同起義而不成，而後將其殺死宣布起兵。隨後陸續攻陷甘州府（今張掖）、涼州府（今武威）、肅州（今酒泉）等地均被攻克，甘肅巡撫張文衡、甘肅總兵劉良臣、涼州副總兵毛鑌、肅州副總兵潘雲騰、甘涼道林維造、西寧道張鵬翼等均被擒殺。四月（4月下旬-5月下旬），清廷聞訊便派遣陝甘總督孟喬芳率領趙良棟、張勇、馬寧等將，對甘肅等地的回族起義進行鎮壓。
在攻陷蘭州府後，米喇印、丁國棟便擁立明朝延長王朱識𨩴為主，並打著「反清复明」的旗帜，更採用明朝崇禎年號紀年，一時間明朝舊臣雲集，起義軍人數膨脹到了十萬眾，號稱百萬。起義軍而後又糾眾千餘攻陷臨洮。身為游擊的張勇便同副將陳萬略一起率兵夾擊，並且一舉擊敗來犯的回軍，收複臨洮城。躡擊至岷州，敗之官堡，又敗之馬韓山；賊竄匿二崖洞，盡殲之。
同年五月（6月下旬-7月下旬），身為游擊的張勇在永昌衛再次擊敗米喇印所部，延長王朱識𨩴在馬家坪被俘。陝西總督孟喬芳上報後，清廷命將朱識𨩴處斬。孟喬芳而後偕同戶部侍郎額色督師攻拔蘭州府，米喇印、丁國棟不敵清軍，只好敗走甘州府。張勇等便率師與孟喬芳會合，眾人遂合兵渡河而西。
同年八月（9月中旬-10月中旬），清軍抵達甘州城，起義軍遂據城拒守，並且多次出戰，張勇便率兵迎擊，並且屢次擊敗起義軍。

#### 順治六年（1649年）
正月（2月中旬-3月中旬），清朝剿撫四川右路總兵官南一魁奪門而入，率先攻破甘州城。張勇便隨之入城巷戰，自城內的西南隅搜剿至東門。起義軍不敵清軍，便夜遁而走，張勇便率軍跟著他們的蹤跡來到北山城。一戰殲滅起義軍甚眾，並且斬殺起義軍頭目米喇印於水泉處。丁國棟則敗走肅州，張勇便率軍追殺。
同年五月（6月中旬-7月中旬），張勇率兵抵達肅州，並且伏兵在城壕之外；等待起義軍出來後，四面將其截殺，一戰斬敵軍首級數百，並且生擒了百餘人。
九月二十八日（11月2日），此時已是署理甘肅總兵官的張勇被朝廷正式任命為正二品都督僉事、並充任鎮守甘肅總兵官。
十二月（1650年1月），甘肅總兵張勇與副將馬寧一起督兵樹起雲梯登城，隨後一舉收復肅州城，誅殺起義軍首領丁國棟、黑承印，一戰斬首五千多級。至此清朝第一次回族起義便被平定下去了。

### 屢受賞賜

#### 順治十年（1653年）
五月，時年61歲，已任內翰林弘文院大學士、兵部尚書兼都察院右副都御史，佐理機務，兼任《大清太宗實錄》總裁官的洪承疇，又被任命為「太保兼太子太師，經略湖廣、廣東、廣西、雲南、貴州五省，總督軍務兼理糧餉」，「吏、兵二部不得掣肘，戶部不得稽遲」，「事後報聞」，出師征討南明永曆政權。
六月二十七日（7月21日），清朝正式開始敘山海關歸順獻城的功勞，其中甘肅總兵張勇正在其中，他被授予了正四品拜他喇布勒哈番（騎都尉）的世襲爵位。
同年九月十三日（11月2日），因陝西總督孟喬芳上疏道，張勇不但投誠，還兼有戰功，因此朝廷便增加對他的封賞，改授他為從三品三等阿達哈哈番（輕車都尉）的世襲爵位。

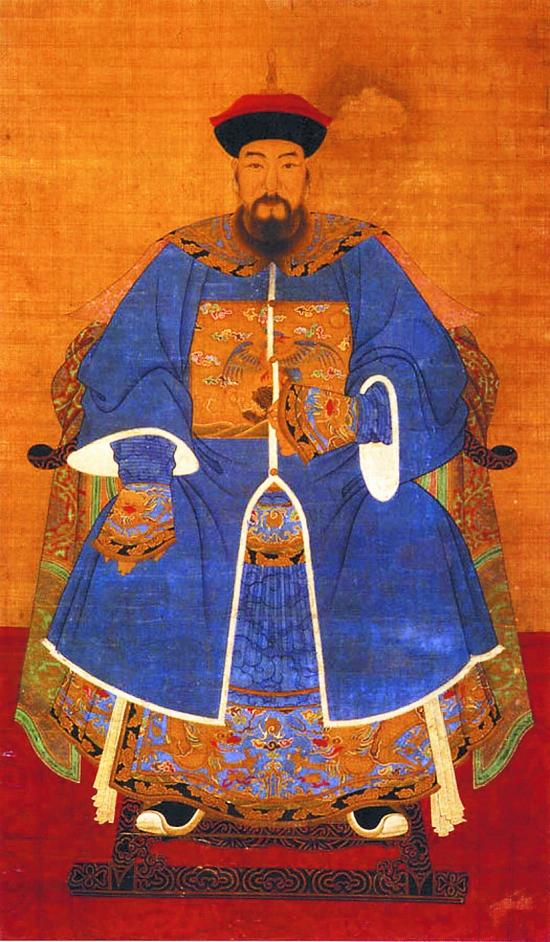
文襄 洪承畴

### 南明激戰

#### 順治十三年（1656年）
而就在此時，南明政權在前明桂王，即南明永曆皇帝朱由榔的勢力仍擁有雲南、貴州兩省，並且其下屬秦王孫可望、西寧王李定國等人仍不斷率兵進攻已被清朝攻佔的湖南地區。因此在順治十年的五月，順治皇帝便下令時任少傅兼太子太傅、內翰林秘書院大學士的洪承疇為太保兼太子太師、內翰林國史院大學士、兵部尚書兼都察院右副都御史、經略湖廣、廣東、廣西、雲南、貴州等處地方總督軍務，成為經略五省的大學士以統領對南明的軍務。
因此張勇便向朝廷率軍前往效勞，朝廷隨後下旨道:「張勇多年來歷任邊遠險要之地，功績卓著，如今多次申請前往湖南效勞，忠勤可嘉，故命令張勇即刻回到北京，以等待之後的任用。」但不久之後，張勇當時的頂頭上司，陝西總督金礪以甘肅乃是軍事重地，且多民族雜處紊亂，張勇在當地整頓的很好，因此請求讓張勇繼續留任甘肅總兵一職。但洪承疇隨後上奏道:「張勇智勇兼備，其部下也是兵精馬足，因此請求讓其移防至湖南，擔任其下屬的經略右標總兵一職。」順治帝應允了洪的請求，隨即召見了張勇。
三月二十三日（4月17日），順治召見張勇，為其加右都督銜，並賞賜給他冠服、貂裘、貂帽、甲胄、弓矢等物。張勇隨後便以家族人口眾多，請求順治帝能賞賜北京城的一處宅第以及讓他的兒子張雲翥，從原本所蔭得的陝西衛指揮，改為隸屬京衛。順治帝皆應允。
三月二十八日（4月22日），張勇向順治辭別，準備前往湖南上任的時候，順治派遣了內大臣索尼、巴哈前往傳諭旨道:「當今世上的良將、像你一般的很少，且軍務不可耽誤。因此當你抵達以後，可以相機而行。朕之所以諄諄訓誡於你，是為了讓你不要自負才勇去輕視敵人，而是要謹慎再謹慎啊。」

#### 順治十五年（1658年）
該年三月（4月），隨洪承疇征討貴州。
七月（8月），南明都督羅大順所部，在夜晚焚燒清朝所屬的新添衛城（今貴州省貴定縣），張勇於是率兵前往進剿，羅大順隨後率軍遁入十萬溪（今貴州省貴陽市開陽縣），張勇於是與前標總兵南一魁等人冒著矢石攻克險寨，殺敵無數。
十二月（1659年1月），張勇接著隨時任安遠靖寇大將軍的信郡王多尼進征雲南，當大軍來到了盤江時，南明的防守部隊便將鐵索橋焚燒逃去；張勇於是率軍乘著夜色建造新橋，而後在黎明時分，清軍渡河並突襲對岸的南明軍隊，一舉在七星關（今貴州畢節西南七星山）擊敗了南明鞏昌王白文選的部隊。

#### 順治十六年（1659年）
九月十七日（11月1日），張勇升任左都督銜。

#### 順治十七年（1660年）
十月二十三日（11月25日），張勇被改授為雲南臨元、廣西等處總兵官一職。
十二月二日（1月2日），身為總兵的張勇與其副將張瑋因軍功卓異，而被賞賜了袍服有差。

#### 順治十八年（1661年）
九月十六日（11月7日），張勇被升任為清朝首任雲南提督。

### 鎮守甘肅

#### 康熙二年（1663年）
六月二十六日（7月30日），康熙帝諭旨兵部，下令道：「雲南提督張勇，此前鎮守甘肅地方時，威名遠播，四方蕃屬皆畏懼他的威名而服從。因此下令張勇以如今提督的職銜回任甘肅鎮守，而時任陝西提督王一正所轄的區域與張勇轄區的分管範圍，則交由兵部討論後再上奏。」於是張勇便回到甘肅擔任甘肅提督一職。

#### 康熙三年（1664年）
閏六月三日（7月25日），甘肅提督張勇被加太子太保銜。
閏六月二十日（8月11日），兵部上奏議政王大臣會議道，陝西總督直屬督標兵原為5000名，經過討論後允許留下標兵3000名，裁撤2000名，除了中、左、右三營以外，將前、後兩營裁撤掉。而因為原雲南提督張勇要到甘肅就任提督，因此要增添設立其直屬的提標兵4000名，並且分成前中後左右5營。故將裁撤的督標兵2000名添入該提標中，再加上張勇從雲南帶來的綠營兵1500名，還尚且缺少500名兵丁，所以讓張勇到任後，自行招募補足缺額。至於督標所裁的營官，則改擔任提標前後兩營的營官，而其中軍官和左右二營的營官，則讓張勇會同陝西總督白如梅，一同審查增補。
而就在這一年，青海蒙古（青海衛拉特聯盟，以麥力干黃台吉為首）因為喜愛西喇塔拉的水草豐饒，向張勇請求遷移至此放牧。而張勇以此地是甘肅地區的險要關隘的理由，拒絕了他們的請求，並親自前往向謝罪和勸諭，使得青海諸王、台吉只好下令停止遷徙活動。而後張勇便上奏朝廷，申請在西喇塔拉建立一座新城，名為永固城（在今甘肅省民樂縣），並設立了永固協營以加強該地的防守。而後還在該城的四周建立了8座城寨，相互聯結援助。

#### 康熙四年（1665年）
這一年，蒙古繼續遷徙放牧到大草灘地區（即上文所寫的西喇塔拉的西北部分草地，又稱為打草灘）。於是張勇便向朝廷申請增設甘肅、西寧的駐防兵4520名，兵部得到張勇的請求後，下令讓其與總督相互討論核定後再奏，但卻得到諭旨道:「張勇所奏明的增兵一事，若是令其與總督會面核定後再奏，擔心會有所延誤，因此就按張勇陳奏的議行。」

#### 康熙五年（1666年）
張勇再次上奏道：「蒙古遷徙放牧靠近邊境，臣派遣使者勸諭，並在定羌廟抵禦，但蒙古被官軍擊敗後，仍不悔改，聲稱要糾眾分別進入河州、臨洮、鞏昌、涼州、西寧等地，請求加強防禦。」朝廷同意了他的請求。

#### 康熙八年（1669年）
十月二十七日（11月20日），因為此前給事中張登彈劾張勇下肢雙腳癱瘓，應該要將其罷免斥退。朝廷於是讓其直屬上司，時任山陝總督莫洛仔細察核，經過查核後，莫洛上奏道：「張勇是因為過往多年的征剿之中，他的右腳被流矢命中，傷害到了骨頭，因此時常會感到疼痛，不能隨意行走。但是有關他所負責的邊疆事務，則還能夠以坐著處理」。於是朝廷下旨道：「張勇年久勤勞，立有許多功績，因此仍讓張勇留任甘肅提督一職」。

### 三藩之亂

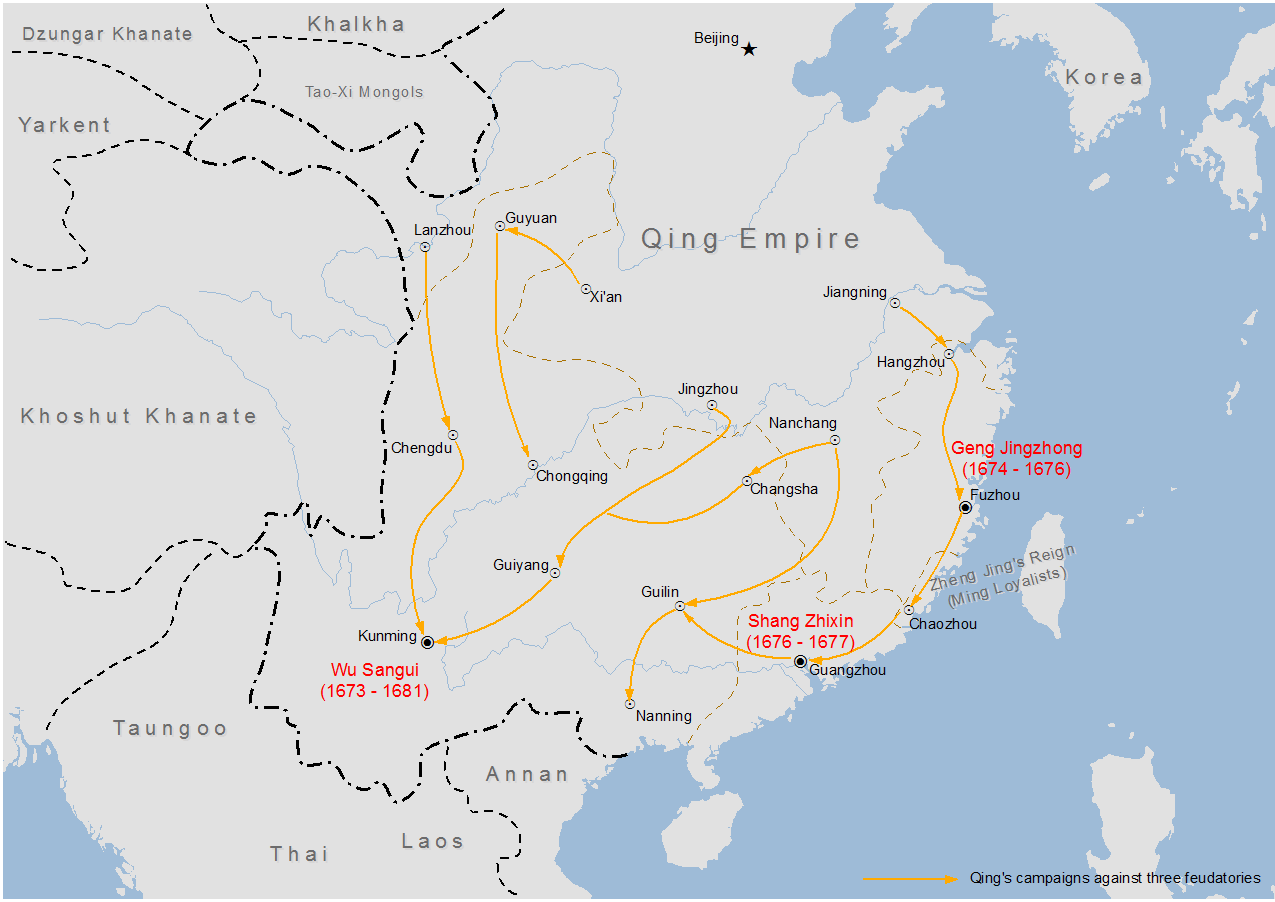
三藩之亂局勢圖

#### 康熙十二年（1673年）
十一月二十一日（12月28日），大清平西親王吳三桂殺死雲南巡撫朱國治，隨後起兵叛清，自稱為「原鎮守山海關總兵官，今奉旨總統天下水陸大元帥，興明討虜大將軍」，佯稱要擁立前明的朱三太子，以興明討清，而後靖南王耿精忠、平南王尚之信兩位藩王也相繼響應，故史稱「三藩之亂」。而原本是吳三桂部下的諸多漢將都相繼受吳三桂起事而舉兵叛清，如四川總兵吳之茂、廣西將軍兼撫蠻將軍孫延齡等。
十二月二十七日（2月2日），因為三藩起兵後，諸多漢將相繼依附舉事，偌大個帝國頓時烽火連天，年輕的康熙皇帝這時連忙緊急下旨安撫甘肅、陝西地區的督撫將帥，以穩定嚴重的局勢，旨意中說道:「諭陝西總督哈占，甘肅提督張勇、陝西提督王輔臣等人，逆賊吳三桂如果有送來劄書來煽動蠱惑，應該要告訴官兵百姓若有發現相關言論、書信，當要舉發上報。你們這些受到朕重任提拔的股肱大臣，應當要抵禦邊境來犯的敵人，安撫團結轄下軍民，朕就只能依賴你們了，你們當知道朕意才是。」

#### 康熙十三年（1674年）
而後王辅臣响应吴三桂，康熙帝以张勇为靖逆将军。张勇率军力战攻克兰州府、巩昌府等五府五十州县。切断了甘肃叛军与吴三桂军的联系。被封为一等靖逆侯加少傅兼太子太师。善于用人识人，赵良栋、王进宝都是他所提拔。康熙二十三年（1684年），张勇在军中去世，谥号襄壯。海宁文人周春认为他的两个儿子及整个家族是红楼梦中贾府的原型。

## 歷史評價
- 順治帝：「當今良將如勇者甚少。」

- 乾隆帝：「勇有古名將風。」

- 《清史稿》：「勇身經數百戰，克府五、州縣五十，右足中流矢，傷骨，不能履，常以肩輿督戰。臨敵若無事，而智計橫出，每以寡勝眾。居恆恂恂退讓，賓禮賢士。用人盡其材，其所甄拔，往往起卒伍為大將，良棟、進寶尤其著者也。」

- 《清史稿》：「世稱河西四將，以勇為冠，忠勇篤誠，識拔裨佐，同時至專閫，奉指揮維謹。高宗許為古名將，允哉！良棟、進寶，轉戰定四川，進寶實首功，乃忼爽多所忤，聖祖力全之，始以功名終。進寶亦與良棟齟，不令並下雲南，怏怏稱疾，命其子代將。思克請緩師，雖不得與良棟、進寶同功，仍俾坐鎮，皆聖祖馭將之略也。思克戰功微不逮，而惓惓愛民，可謂知本矣。」
  - 「河西四將」即為同列《清史稿·列傳四十二》的四人：
    - 張勇：大清一等靖逆侯爵，少師、太子太師、靖逆將軍、甘肅提督，諡號「襄壯」
    - 趙良棟：大清一等伯爵，勇略將軍、雲貴總督、兵部尚書，諡號「襄忠」
    - 王進寶：大清一等子爵，太子太保、奮威將軍、陝西提督，諡號「忠勇」
    - 孫思克：大清一等男爵，太子太保、振武將軍、甘肅提督，諡號「襄武」

- 《欽定國史貳臣表傳·甲傳》：乾隆帝於乾隆四十七年（1782年），諭曰：『張勇以雲南提督調回甘肅，授為靖逆將軍，躬履行間，殫心籌劃，攻取平涼，底定秦隴，其間收複洮、河諸郡及舉發偽札、執斬來使諸事，居然有古名將之風。……夫兵可百年不用，不可一日不備；國家承平日久，每溯前勛，爰思將帥；張勇、趙良棟、王進寶諸人將才武略獨出冠時，名炳旗常，賞延苗裔。凡在戎行者，尚其益勵赳桓，以副干城腹心之寄』。

## 家族
因張勇所蔭，根據《洋縣志》，其曾祖、祖父、父親三代都被贈爵職。又据《钦定八旗通志：异姓封爵》，张勇家族直到其玄孙张承勋代才正式编入八旗正黄旗汉军：
- 曾祖：張奎璧，贈光祿大夫、左都督，後再加贈靖逆侯、靖逆將軍。[29]
- 祖父：張興，贈光祿大夫、左都督，後再加贈靖逆侯、靖逆將軍。[30]
- 父親：張通，贈光祿大夫、左都督，後再加贈靖逆侯、靖逆將軍。
- 伯叔：張朱英，贈中憲大夫、肇慶知府。[31]
- 堂弟：張京鍷，承堂兄張勇的蔭，先成為了貢生，而後歷任雲南省廣通知縣、廣西崇善知縣，後升任知府，康熙十七年～二十二年（1678年-1683年）擔任正四品的廣東肇慶府知府，在任期間卓有政聲[32][33]

- 妻子：李氏[34]
- 兒子：
  - 張雲翼（？-1709年）：張勇嫡長子，襲一等靖逆侯，因父親而獲得了一品官廕生的身分，而後更從優以大四品京堂用（京師各衙門的堂官），遂在不久便出任正四品的大理寺少卿一職，後歷任太僕寺卿、太常寺卿、大理寺卿、福建陸路提督等，後官至從一品江南提督，過世後贈太子太保銜、兵部尚書銜，諡號「恪定」[7][35]
  - 張雲翮：張勇次子，承父親廕，初任正五品工部郎中，後任正四品廣東鹽法道道台，再內陞，任正四品左通政，後再改任右通政[36]
  - 張雲翥：以蔭授陜西衛指揮，後改隸京衛。[7]

- 孫子：張宗仁，張雲翼嫡子，第三代一等靖逆侯，康熙四十九年（1710年）襲爵[37]，康熙三十八年

（1699年）己卯科举人。妻高景芳（胞弟镶黄旗汉军、康熙五十二年（1713年）癸巳恩科武进士、侍卫高钦），著《红雪轩稿》六卷（载《钦定八旗通志：艺文志》卷120）。其：
- - 子张谦，康熙五十九年袭一等侯。
  - 孙张承勋，乾隆十九年袭其高祖张勇之一等侯，授散秩大臣，乾隆五十七年正黄旗汉军副都统，五十九年（1794）家族特恩编入正黄旗汉军（载《钦定八旗通志：异姓封爵》），又任镶白旗汉军都统、杭州将军，《國史列傳》有传。其子张秉枢，袭爵，广州副都统。

## 文學作品
- 金庸《鹿鼎記》:主角韋小寶的結拜兄弟之一，曾被歸辛樹打了一掌而後無法行走和騎馬。

## 延伸阅读
[在维基数据编辑]
 《清史稿·卷255》，出自趙爾巽《清史稿》